# United States Geological Survey

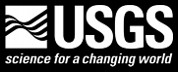
Logotyp

United States Geological Survey, (USGS) är en federal amerikansk myndighet som ingår i USA:s inrikesdepartement. Det är den amerikanska motsvarigheten till svenska Lantmäteriet och Sveriges geologiska undersökning. Den grundads 1879. och håller till i Reston i Virginia.

### Fotnoter
1. ↑  ”Establishment of the US Geological Survey, USGS Circular 1050”. United States Geological Survery. http://pubs.usgs.gov/circ/c1050/establish.htm. Läst 5 augusti 2014.